# Легка атлетика на літніх Олімпійських іграх 1924
Змагання з легкої атлетики на літніх Олімпійських іграх 1924 були проведені з 6 по 13 липня в Коломбі, передмісті Парижу, на Олімпійському стадіоні, довжина кола на якому становила 500 м. Востаннє в олімпійській історії бігові легкоатлетичні змагання на стадіоні проходили на доріжці довжиною іншою, ніж 400 метрів. Востаннє в історії олімпійські чемпіони з легкої атлетики визначались тільки з-поміж чоловіків.
Олімпійські легкоатлетичні змагання були відображені у художньому фільмі «Вогняні колісниці», який отримав у 1982 премію «Оскар» за найкращий фільм. Стрічка розповідає історію підготовки та участі в Іграх двох британських спринтерів, Гарольда Абрагамса (він здобув чемпіонське звання на 100-метрівці) та Еріка Лідделла. Проте, справжньою зіркою олімпійських стартів став фінн Пааво Нурмі, який здобув п'ять золотих нагород.
Порівняно з попередньою Олімпіадою, у програмі Ігор не було двох дисциплін — спортивної ходьби на 3000 метрів та метання ваги.
Довжина марафонської дистанції, яка була прокладена дорогами на північ від Парижа була класичною як для сьогодення (42 км 195 м) зі стартом та фінішем на стадіоні.
Довжина кросової дистанції, яка була прокладена вздовж пересіченої місцевості поза стадіоном, становила приблизно 10000 метрів, зі стартом та фінішем на стадіоні. Місце країни у командному заліку з кросу визначалось шляхом складання місць на фініші перших її трьох спортсменів, які нагороджувались медалями командного заліку.
Командна першість у бігу на 3000 метрів, що проводився на стадіоні, визначалась, як і в кросі, за результатами перших трьох представників кожної країни на фініші, проте медалі отримували всі шестеро учасників кожної команди-призерки.
Змагання з п'ятиборства проводились в межах одного дня та включали стрибки у довжину, метання списа, біг на 200 метрів, метання диска та біг на 1500 метрів.
Першість у десятиборстві тривала два дні. У перший день десятиборці змагались у бігу на 100 метрів, стрибках у довжину та штовханні ядра, стрибках у висоту та бігу на 400 метрів. Другий день включав змагання з метання диска, бігу на 110 метрів з бар'єрами, стрибків з жердиною, метання списа та бігу на 1500 метрів.

## Призери

### Індивідуальна першість
| Дисципліни                | Золото                                                               | Золото        | Срібло                                                                      | Срібло    | Бронза                                                            | Бронза    |
| ------------------------- | -------------------------------------------------------------------- | ------------- | --------------------------------------------------------------------------- | --------- | ----------------------------------------------------------------- | --------- |
| 100 метрів                | Гарольд Абрагамс · Велика Британія                                   | 10,6          | Джексон Шольц · США                                                         | 10,7      | Артур Поррітт · Нова Зеландія                                     | 10,8      |
| 200 метрів                | Джексон Шольц · США                                                  | 21,6          | Чарлі Педдок · США                                                          | 21,7      | Ерік Лідделл · Велика Британія                                    | 21,9      |
| 400 метрів                | Ерік Лідделл · Велика Британія                                       | 47,6          | Гораціо Фітч · США                                                          | 48,4      | Гай Батлер · Велика Британія                                      | 48,6      |
| 800 метрів                | Дуглас Лоу · Велика Британія                                         | 1.52,4        | Поль Мартен · Швейцарія                                                     | 1.52,6    | Шайлер Енк · США                                                  | 1.53,0    |
| 1500 метрів               | Пааво Нурмі · Фінляндія                                              | 3.53,6        | Віллі Шерер · Швейцарія                                                     | 3.55,0    | Хайла Сталлард · Велика Британія                                  | 3.55,6    |
| 5000 метрів               | Пааво Нурмі · Фінляндія                                              | 14.31,2       | Вілле Рітола · Фінляндія                                                    | 14.31,4   | Едвін Віде · Швеція                                               | 15.01,8   |
| 10000 метрів              | Вілле Рітола · Фінляндія                                             | 30.23,2       | Едвін Віде · Швеція                                                         | 30.55,2   | Ееро Берг · Фінляндія                                             | 31.43,0   |
| 110 метрів з бар'єрами    | Деніел Кінсі · США                                                   | 15,0          | Сідней Аткінсон · Південно-Африканська Республіка                           | 15,0      | Стен Петтерссон · Швеція                                          | 15,4      |
| 400 метрів з бар'єрами    | Морган Тейлор · США                                                  | 52,6          | Ерік Вілен · Фінляндія                                                      | 53,8      | Айвен Райлі · США                                                 | 54,2      |
| 3000 метрів з перешкодами | Вілле Рітола · Фінляндія                                             | 9.33,6        | Еліас Кац · Фінляндія                                                       | 9.44,0    | Поль Бонтан · Франція                                             | 9.45,2    |
| 4×100 метрів              | США Френк Гассі Луїс Кларк Альфред Леконі Лорен Мерчісон             | 41,0          | Велика Британія Гарольд Абрагамс Вільфред Нікол Волтер Ренглі Ланселот Ройл | 41,2      | Нідерланди Яап Бот Гаррі Брос Ян де Вріс Рінус ван ден Берге      | 41,8      |
| 4×400 метрів              | США Коммодор Кокрен Вільям Стівенсон Олівер Мак-Дональд Алан Гелфріч |               | Швеція Артур Свенссон Ерік Бюлен Густаф Вейнарт Нільс Енгдаль               |           | Велика Британія Едвард Томс Джордж Ренвік Річард Ріплі Гай Батлер |           |
| Ходьба 10000 метрів       | Уго Фріджеріо · Італія                                               | 47.49,0       | Гордон Гудвін · Велика Британія                                             | 48.37,9   | Сесіл Мак-Мастер · Південно-Африканська Республіка                | 49.08,0   |
|                           |                                                                      |               |                                                                             |           |                                                                   |           |
| Марафон                   | Альбін Стенроос · Фінляндія                                          | 2:41.22,6     | Ромео Бертіні · Італія                                                      | 2:47.19,6 | Кларенс Демар · США                                               | 2:48.14,0 |
|                           |                                                                      |               |                                                                             |           |                                                                   |           |
| Крос                      | Пааво Нурмі · Фінляндія                                              | 32.54,8       | Вілле Рітола · Фінляндія                                                    | 34.19,4   | Ерл Джонсон · США                                                 | 35.21,0   |
|                           |                                                                      |               |                                                                             |           |                                                                   |           |
| Стрибки у висоту          | Гарольд Осборн · США                                                 | 1,98          | Лерой Браун · США                                                           | 1,95      | П'єр Левден · Франція                                             | 1,92      |
| Стрибки з жердиною        | Лі Барнс · США                                                       | 3,95          | Глен Грем · США                                                             | 3,95      | Джеймс Брукер · США                                               | 3,90      |
| Стрибки у довжину         | Дегарт Габбард · США                                                 | 7,445         | Едвард Гоурдін · США                                                        | 7,275     | Сверре Гансен · Норвегія                                          | 7,26      |
| Потрійний стрибок         | Нік Вінтер · Австралія                                               | 15,525        | Луїс Брунетто · Аргентина                                                   | 15,425    | Вільхо Туулос · Фінляндія                                         | 15,37     |
| Штовхання ядра            | Бад Гаузер · США                                                     | 14,995        | Гленн Гартранфт · США                                                       | 14,895    | Ральф Гілл · США                                                  | 14,64     |
| Метання диска             | Бад Гаузер · США                                                     | 46,155        | Вільхо Нійттюмаа · Фінляндія                                                | 44,95     | Томас Ліб · США                                                   | 44,83     |
| Метання молота            | Фред Тутелл · США                                                    | 53,285        | Метт Мак-Грат · США                                                         | 50,84     | Малкольм Ноукс · Велика Британія                                  | 48,875    |
| Метання списа             | Йоонас Мюуря · Фінляндія                                             | 62,96         | Гуннар Ліндстрем · Швеція                                                   | 60,92     | Юджин Оберст · США                                                | 57,98     |
|                           |                                                                      |               |                                                                             |           |                                                                   |           |
| П'ятиборство              | Ееро Лехтонен · Фінляндія                                            | 14 очок       | Елемер Шомфаї · Угорщина                                                    | 16        | Роберт Леджендр · США                                             | 18        |
| Десятиборство             | Гарольд Осборн · США                                                 | 7710,775 очка | Емерсон Нортон · США                                                        | 7350,895  | Александер Клумберг · Естонія                                     | 7329,360  |

### Командна першість
| Дисципліна  | Золото                                                                                                | Золото  | Срібло | Срібло | Бронза                                                                                        | Бронза |
| ----------- | --- | ------- | --- | ------ | --------------------------------------------------------------------------------------------- | ------ |
| 3000 метрів | Фінляндія Пааво Нурмі (1 очко) Вілле Рітола (2) Еліас Кац (5) Самелі Тала Фрей Лівендаль Ейно Сеппяля | 8 очок  | Велика Британія Бертрам Мак-Дональд (3) Герберт Джонстон (4) Джордж Веббер (7) Волтер Портер Артур Кларк Вільям Сігроув | 14     | США Едвард Кірбі (6) Білл Кокс (8) Віллард Тіббеттс (11) Лео Ларріві Джої Рей Джеймс Конноллі | 25     |
| Крос        | Фінляндія Пааво Нурмі (1 очко) Вілле Рітола (3) Гейккі Лійматайнен (8)                                | 11 очок | США Ерл Джонсон (3) Артур Студенрот (5) Огаст Фагер (6)                                                                 | 14     | Франція Анрі Лово (4) Гастон Уе (7) Моріс Норлан (9)                                          | 20     |

## Медальний залік
| Місце | Країна                     | Золото | Срібло | Бронза | Загалом |
| ----- | -------------------------- | ------ | ------ | ------ | ------- |
| 1     | США                        | 12     | 10     | 10     | 32      |
| 2     | Фінляндія                  | 10     | 5      | 2      | 17      |
| 3     | Велика Британія            | 3      | 3      | 5      | 11      |
| 4     | Італія                     | 1      | 1      | 0      | 2       |
| 5     | Австралія                  | 1      | 0      | 0      | 1       |
| 6     | Швеція                     | 0      | 3      | 2      | 5       |
| 7     | Швейцарія                  | 0      | 2      | 0      | 2       |
| 8     | Південно-Африканський Союз | 0      | 1      | 1      | 2       |
| 9     | Угорщина                   | 0      | 1      | 0      | 1       |
| 9     | Аргентина                  | 0      | 1      | 0      | 1       |
| 11    | Франція                    | 0      | 0      | 3      | 3       |
| 12    | Естонія                    | 0      | 0      | 1      | 1       |
| 12    | Нідерланди                 | 0      | 0      | 1      | 1       |
| 12    | Нова Зеландія              | 0      | 0      | 1      | 1       |
| 12    | Норвегія                   | 0      | 0      | 1      | 1       |